# مورشید
مورشید (به آلمانی: Mörschied) یک شهر در آلمان است که در بیرکنفلد واقع شده‌است. مورشید ۹۲۰ نفر جمعیت دارد.